# Diocesi di Ippo

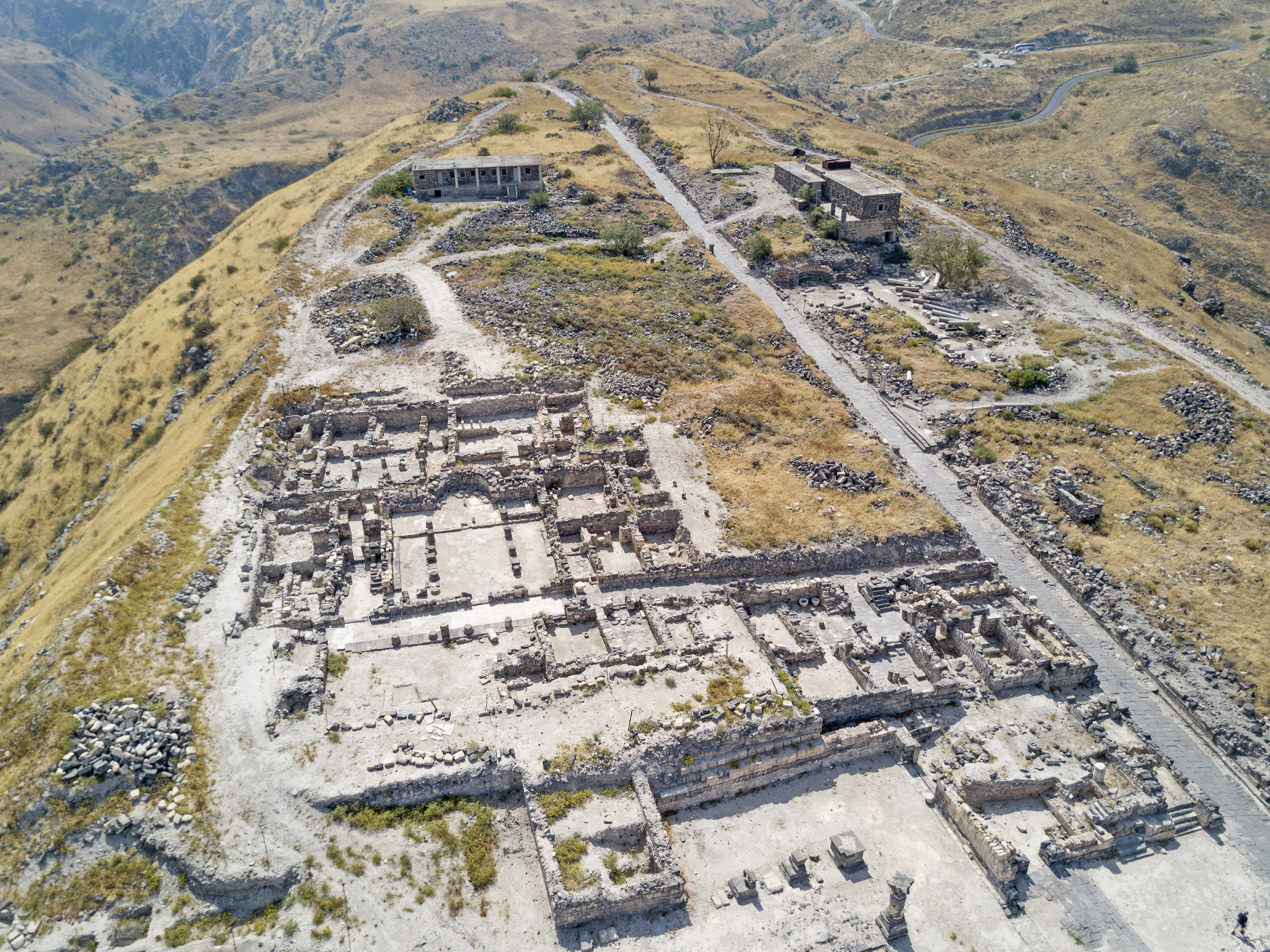
Vista aerea delle rovine di Sussita (Hippos).

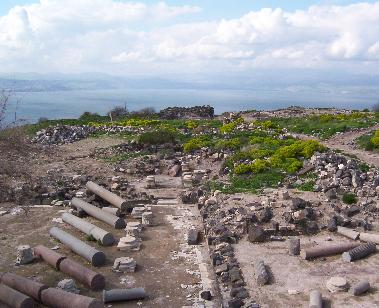
Rovine della cattedrale bizantina di Ippo.

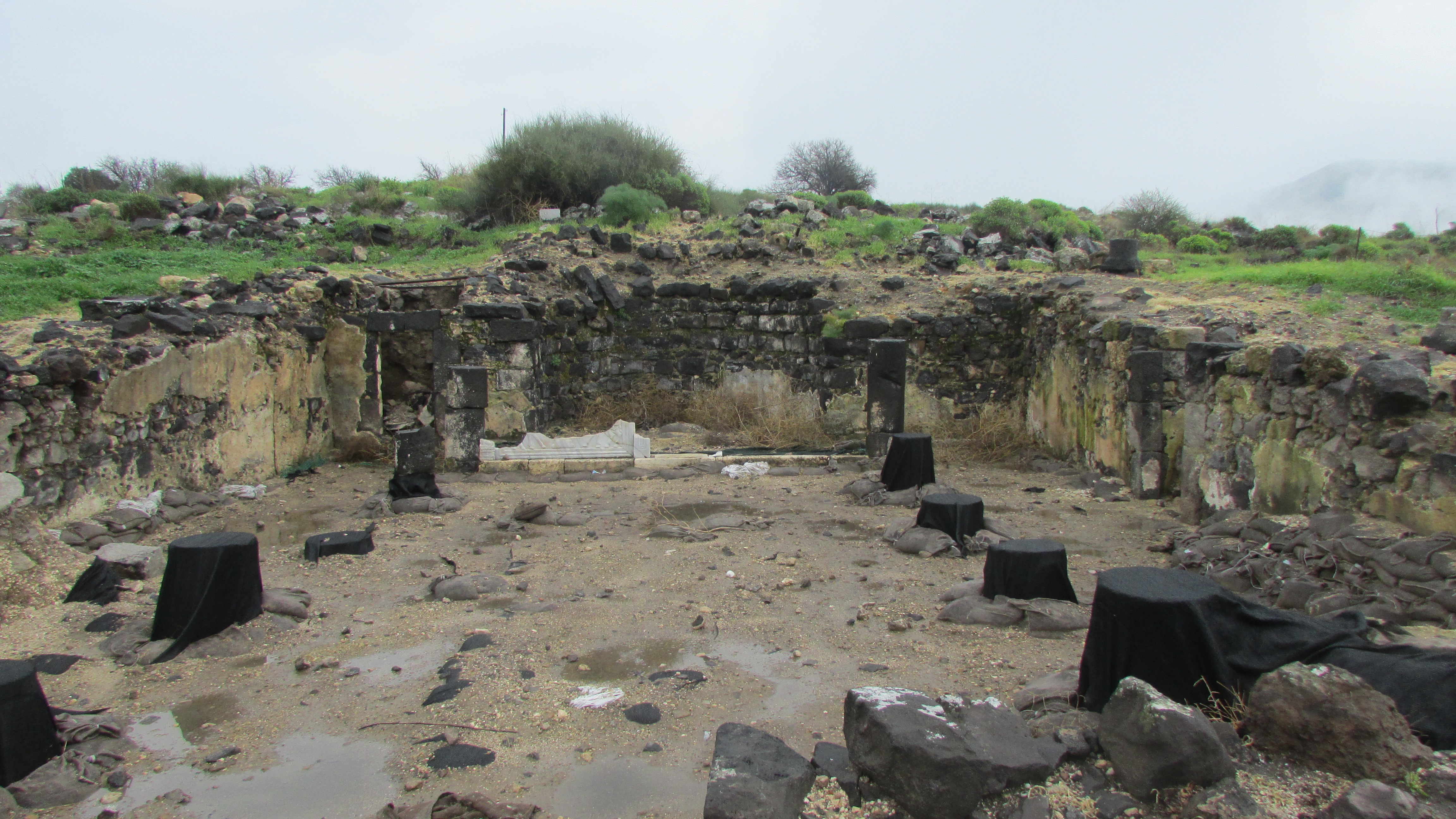
Rovine della cosiddetta "chiesa di sud-ovest", dove è stato scoperto il mosaico pavimentale con l'iscrizione del vescovo Megas.

La diocesi di Ippo (in latino Dioecesis Hippena) è una sede soppressa del patriarcato di Gerusalemme e una sede titolare della Chiesa cattolica.

## Storia
Ippo, identificata con le rovine di Susita (Qal'at-el-Hosn in arabo) sulle sponde orientali del lago di Tiberiade nell'odierno Israele, è un'antica sede vescovile della provincia romana della Palestina Seconda nella diocesi civile d'Oriente. Faceva parte del patriarcato di Gerusalemme ed era suffraganea dell'arcidiocesi di Scitopoli.
Gli scavi nel sito archeologico di Susita hanno portato alla luce i resti di una grande chiesa, probabilmente la cattedrale di Ippo, dedicata ai santi Cosma e Damiano, e del battistero adiacente; e i resti di altre tre chiese posizionate lungo il cardo maximus. Questi edifici, in stile basilicale, sono tutti datati al VI secolo. Nei dintorni di Susita sono stati scoperti i resti di almeno due monasteri, mentre l'epigrafia ha restituito i nomi di due igumeni, Stefano (528) e Tommaso (619).
Michel Le Quien attribuisce tre vescovi a questa antica diocesi. Il primo è Pietro che prese parte al concilio di Seleucia nel 359 e al sinodo antiocheno del 363, nel quale sottoscrisse la lettera all'imperatore con cui Melezio di Antiochia chiedeva il pieno ristabilimento della fede nicena. Nel concilio di Sardica del 343 si trovò anche un vescovo di nome Pietro, ma senza indicazione della sede di appartenenza; potrebbe essere identificato con il vescovo di Ippo.
Nel VI secolo sono noti due vescovi: Conone, che prese parte al concilio di Gerusalemme del 518 e sottoscrisse la lettera sinodale di Giovanni di Gerusalemme contro Severo di Antiochia e i monofisiti; e Teodoro, che firmò gli atti del concilio del 536 convocato dal patriarca Pietro contro Antimo di Costantinopoli e che vide riuniti assieme i vescovi delle tre Palestine.
Gli scavi archeologici nel sito di Susita hanno portato alla luce alcune chiese, e diversi frammenti di iscrizioni mosaicate; due di queste riportano il nome del vescovo Megas, che portò a termine la pavimentazione della chiesa di sud-ovest ed edificò il martyrion di Teodoro nel 556/557.
L'invasione araba della regione pose fine alla diocesi di Ippo. Nei secoli successivi è nota una diocesi giacobita, con il nome di diocesi del Golan (o Gaulané), che accorpò tra loro la sede di Ippo e di altre diocesi vicine: di questa sede sono noti i nomi di diversi vescovi dal 683 fino agli inizi del IX secolo, quando la diocesi fu unita a quella di Tiberiade.
Dal XIV secolo Ippo è annoverata tra le sedi vescovili titolari della Chiesa cattolica; la sede è vacante dal 23 ottobre 1945.

## Cronotassi

### Vescovi greci
- Pietro † (prima del 359 - dopo il 363)
- Conone † (menzionato nel 518)
- Teodoro † (menzionato nel 536)
- Megas † (menzionato nel 556/557)

### Vescovi titolari
- Albert von Beichlingen, O.F.M. † (1338 - 9 aprile 1371 deceduto)
- Hubert Schenk, O.P. † (circa 1380 - 1408 deceduto)
- Franciszek Ignacy Wysocki † (14 giugno 1728 - 14 luglio 1728 deceduto)[3]
- Giovanni Paolo Maricone, C.R.S. † (15 dicembre 1728 - ?)
- François-Antoine-Marie de Méan † (19 dicembre 1785 - 24 settembre 1792 confermato vescovo di Liegi)
- Michele Argelati † (1º giugno 1795 - 11 agosto 1800 nominato vescovo di Terracina, Priverno e Sezze)
- Gregor von Zirkel † (20 settembre 1802 - 18 dicembre 1817 deceduto)
- Sebastiano Brisciano † (25 maggio 1818 - 1830 deceduto)
- Kaspar de Carl ab Hobenbalken † (27 gennaio 1843 - 9 gennaio 1844 succeduto vescovo di Coira)
- Francisco García Cantarines † (24 aprile 1845 - 1869 deceduto)[4]
- Domenico de Angelis † (16 giugno 1874 - 10 gennaio 1878 deceduto)
- Antonio Maria Saeli, C.SS.R. † (3 luglio 1882 - 22 settembre 1882 succeduto vescovo di Mazara del Vallo)
- François-Marie Kersuzan † (9 agosto 1883 - 13 agosto 1886 nominato vescovo di Cap-Haïtien)
- Matthew Gibney † (28 settembre 1886 - 1º novembre 1886 succeduto vescovo di Perth)
- Thomas McGivern † (18 gennaio 1887 - 6 settembre 1890 succeduto vescovo di Dromore)
- Angelo Cattaneo, P.I.M.E. † (15 giugno 1905 - 13 dicembre 1910 deceduto)
- Juan Plaza y García † (27 agosto 1913 - 16 dicembre 1920 nominato vescovo di Santander)
- Fidel García Martínez † (16 dicembre 1920 - 25 agosto 1927 nominato vescovo di Calahorra e La Calzada)
- John Bertram Peterson † (7 ottobre 1927 - 13 maggio 1932 nominato vescovo di Manchester)
- Joseph Elmer Ritter † (3 febbraio 1933 - 24 marzo 1934 nominato vescovo di Indianapolis)
- Gastão Liberal Pinto † (24 marzo 1934 - 15 ottobre 1937 succeduto vescovo di São Carlos do Pinhal)
- Nicanor Roberto Aguirre Baus † (16 dicembre 1937 - 23 ottobre 1945 nominato vescovo di Loja)